# Giuseppe Partini
Giuseppe Partini (Siena, 5 de mayo de 1842-Siena, 15 de noviembre de 1895) fue un arquitecto italiano, uno de los máximos exponentes del purismo sienés.

## Biografía
Proveniente de una familia de escasos recursos económicos, en su adolescencia trabajó como ayudante de albañil con su tío; a los quince años logró inscribirse en el curso de arquitectura de la Academia de Bellas Artes de Siena donde más tarde sería profesor. Fue alumno de Giulio Rossi y Lorenzo Doveri, hijo del arquitecto e ingeniero Alessandro Doveri (autor del proyecto del Teatro dei Rozzi, entre otros edificios).
A los diecinueve años hizo el proyecto de la capilla Pieri-Nerli, en Quinciano, Monteroni d'Arbia.

## Obras

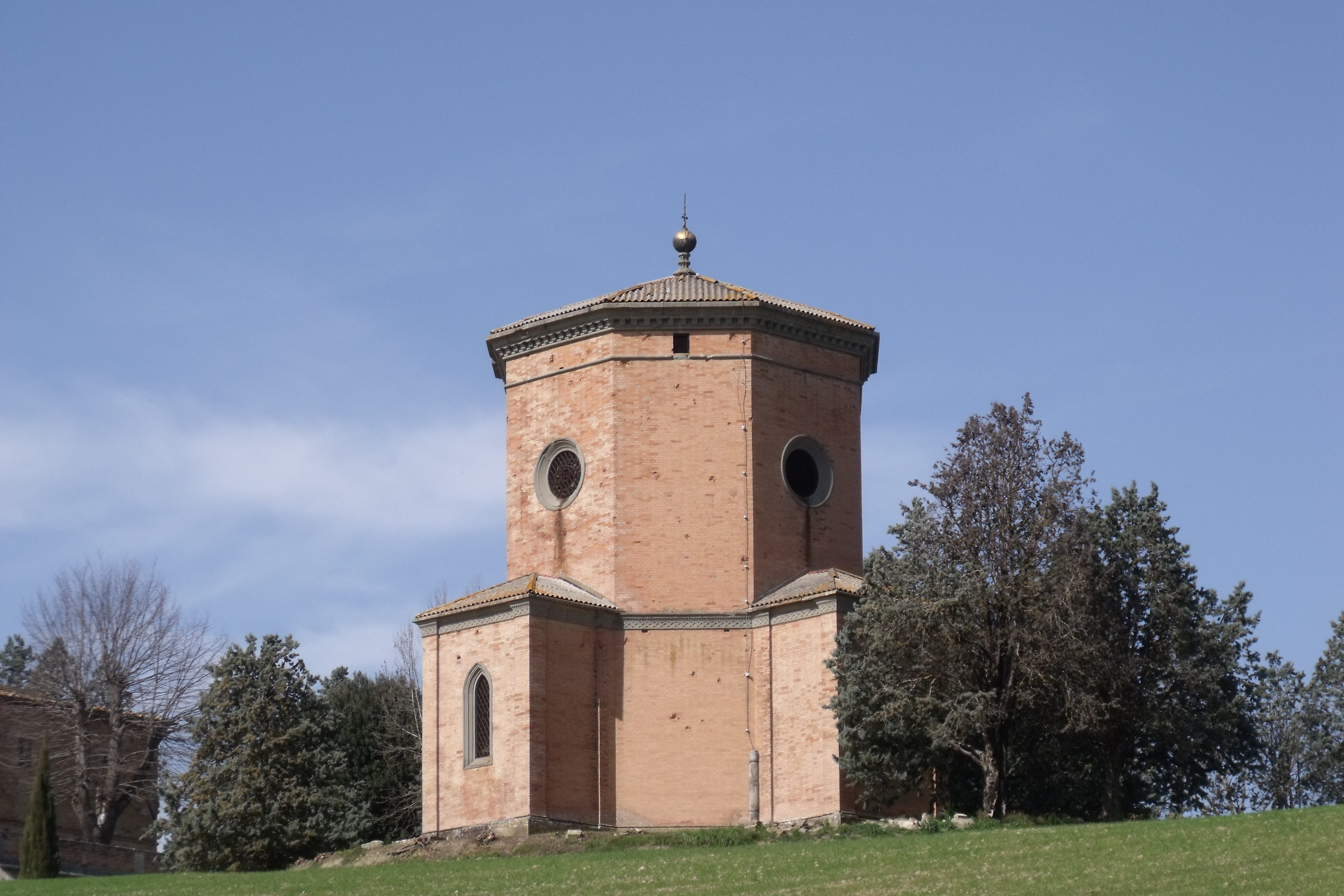
Capilla Pieri-Nerli, en la provincia de Siena.

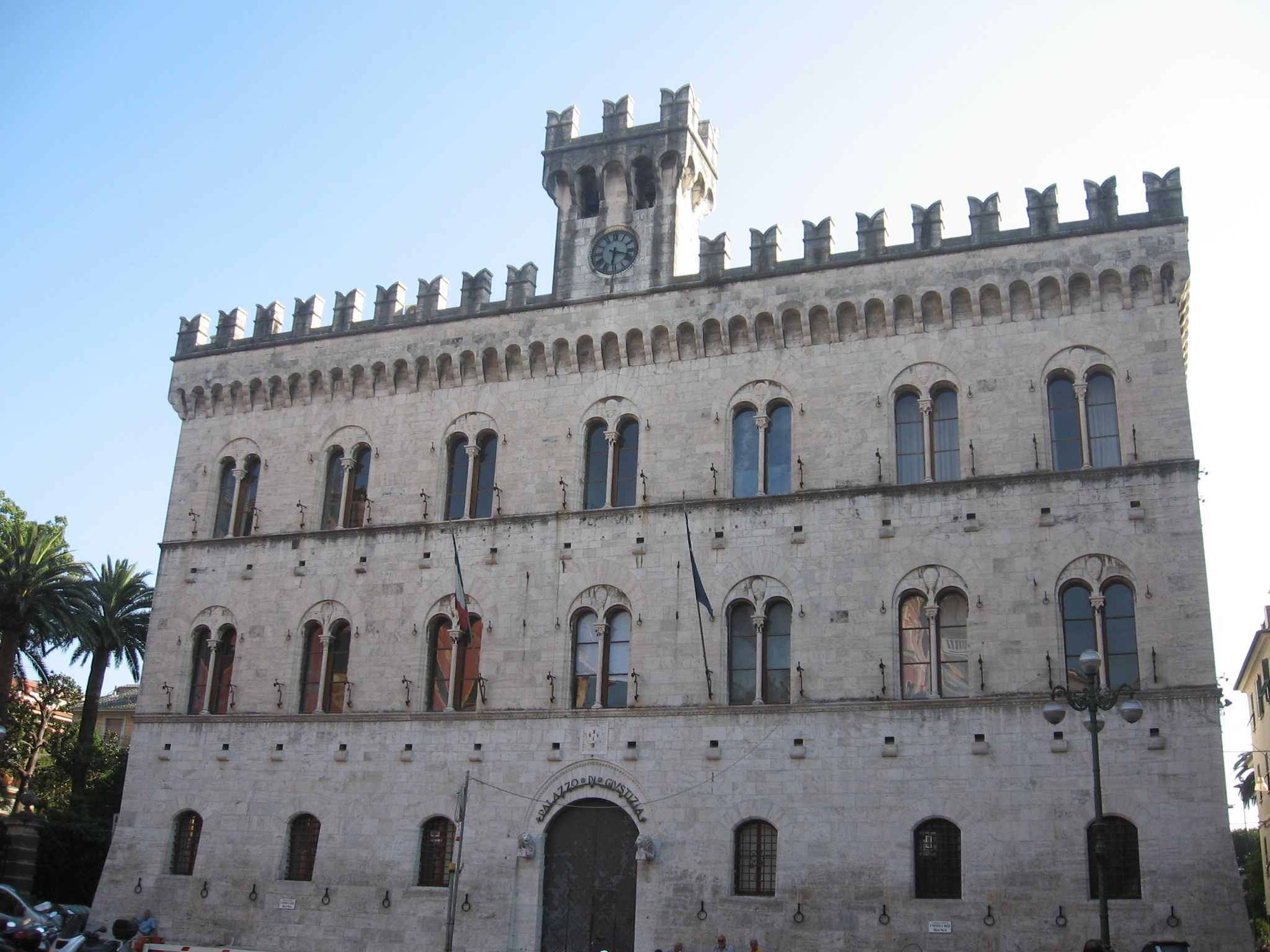
Palacio de Justicia en Chiavari.

- c. 1861 - Capilla Pieri-Nerli, en Quinciano, provincia de Siena.
- 1872-73 - Restauración del palacio Marsili, en Siena; proyecto original de Luca Di Bartolo Luponi.[4]
- 1876-80 - Hospital de Santa Fina en San Gimignano, provincia de Siena.[5]
- 1880 - Restauración del Palacio Spannocchi, diseñado en 1473 por el arquitecto Giuliano da Maiano.
- 1886 - Construcción del Palacio de Justicia en Chiavari. Ubicado en la plaza Giuseppe Mazzini, funcionó hasta 2013 como sede los tribunales de justicia. Con elementos arquitectónicos de la variante toscana del estilo gótico italiano, es un edificio de tres plantas con ajimeces en las dos superiores y coronado con almenas y una torre central también almenada.[6][7]